# Miguel López Remacha
Miguel López Remacha (Madrid, Castella, 6 de maig de 1772 - 14 d'abril de 1827) fou un compositor, músic i cantant madrileny.
Fou tenor de la capella reial (17 de març de 1793), cultivà el gènere religiós, devent-se'l i una Missa de Rèquiem, i se li atribueix la música de l'òpera La Conquista del Perú (Madrid, 1790).
Es distingí més com a didàctic, com ho demostren les seves obres:
- Arte de cantar,
- Compendio de documentos Musicos del canto, (Madrid, 1799).
- La Melopea, en tres parts, solfeig, cant i harmonia (Madrid, 1815).
- Principios de piano, (Madrid, 1824).
- Tratado de harmonía y contrapunto, (Madrid, 1824).